# Cremnops richteri
Cremnops richteri är en stekelart som beskrevs av Hedwig 1957. Cremnops richteri ingår i släktet Cremnops och familjen bracksteklar. Inga underarter finns listade i Catalogue of Life.